# San Lorenzo al Mare
San Lorenzo al Mare je italská obec v oblasti Ligurie, provincii Imperia. V roce 2011 v ní žilo 1068 obyvatel. Leží u pobřeží Ligurského moře.

## Vývoj počtu obyvatel
Počet obyvatel